# Кулик, Сергей Андреевич
Серге́й Андре́евич Кули́к (1910—1983) — советский учёный, энтомолог, доктор биологических наук, профессор. Детский писатель.

## Биография
Родился в крестьянской семье.
В 1930 окончил Ровенский сельскохозяйственный техникум и был направлен на работу на должность агронома в свекличный совхоз «Большевик» в Кировоградской области. В 1939 окончил Воронежский сельскохозяйственный институт, после окончания которого трудился в Одесской и Воронежской областях агрономом в местных коллективных хозяйствах.
16 февраля 1942 года добровольцем ушёл на фронт Великой Отечественной войны, и до Победы находился в рядах Красной армии на Степном, 2-м и 1-м Украинском фронтах. Армейскую службу начал в артиллерийском дивизионе, затем продолжил в топографическом взводе 286-го артиллерийского полка.
После демобилизации из армии вернулся к работе агрономом-полеводом, затем старшим агрономом Калиновского совхоза в Свердловской области. В 1950 окончил аспирантуру Сибирского научно-исследовательского института сельского хозяйства в Омске с защитой кандидатской диссертации.
В сентябре 1951 прошёл по конкурсу на должность старшего преподавателя, затем доцента кафедры защиты растений Иркутского сельскохозяйственного института. В 1952 в качестве доцента возглавил кафедру энтомологии и фитопатологии.
В 1966 защитил докторскую диссертацию теме «Наземные полужесткокрылые (hemiptera-heteroptera) Восточной Сибири и Дальнего Востока». В феврале 1968 утверждён профессором. Наряду с общественной и научно-педагогической работой проявил себя незаурядным детским писателем, опубликовав повесть «Приключение капитана Кузнецова», а также ряд рассказов для детей. 16 сентября 1970 избран по конкурсу в Иркутский государственный университет, где преподавал на биологическом факультете.

## Семья
Жена — Елена Кулик. Трое детей, младший — серийный убийца Василий Кулик.

## Публикации
- Кулик С. А. Приключения капитана Кузнецова. Иркутское книжное издательство, 1960.